# Фроггат, Уолтер Уилсон
Уолтер Уилсон Фроггат (Walter Wilson Froggatt) — австралийский энтомолог.

## Биография
Учился в университете в Бендиго (Виктория), назначен ассистентом по зоологии при Королевском географическом обществе, затем ассистентом при «Macleay Museum», ассистентом по зоологии университета в Сиднее, заведующим отделом произведений животных технологического музея в Сиднее, государственным энтомологом департамента земледелия в Новом Южном Уэльсе. Фрогатт неоднократно путешествовал по разным частям Австралии с целью изучить фауну малоизвестных областей. Работы Фроггата касаются преимущественно биологии австралийских насекомых (особенно Coccoidea), и в этой области он считается первым специалистом. Более 40 лет был членом совета Линнеевского общества Нового Южного Уэльса (Linnean Society of New South Wales) и его президентом в 1911—1913 годах. 

## Труды
Опубликовал более 300 научных статей.
Печатные труды Фроггата появились в «Proceedings of the Linnean Society of New South Wales», «Royal Society of South Australia» и «Agricultural Gazette of N. S. W.». Из них важнейшие: «Gall making Coccids of Australia (Brachyscelinae)» в «Proc. L. S.» (I—V); «Australian Termitidae (White Ants) monograph» (3 части, там же); «Australian Psyllidae. Monograph» (там же), «A Catalogue of Described Hymenoptera of Australia» (там же); «Honey ants» (в сочинении «Horn Expedition. Zoology»).
В честь Фроггата были названы десятки новых видов насекомых, в том числе, жук Clivina froggatti, муравьи Froggattella, Adlerzia froggatti и Liomyrmex froggatti, цикадка Edwardsiana froggatti.